# Elskop
Elskop è un comune tedesco del circondario di Steinburg, nella regione dello Schleswig-Holstein. Ha circa 150 abitanti.